# Dekalog
El decálogo (en polaco: Dekalog) es una serie dramática polaca de 1988 originalmente concebida para la televisión, dirigida por Krzysztof Kieślowski y coescrita por Kieślowski junto con Krzysztof Piesiewicz, y musicalizada por Zbigniew Preisner.
La serie consiste en diez capítulos de una hora de duración, cada uno en representación de uno de los Diez Mandamientos (de acuerdo a la tradición cristiana). En ellos se explora el posible significado de cada mandamiento, varias veces de una manera ambigua o contradictoria, dentro de una historia ficticia ubicada en la Polonia moderna. Es el trabajo más aclamado de Kieślowski, y ha ganado varios premios internacionales, pese a no haber sido distribuida en varios países fuera de Europa hasta finales de la década de 1990.

## Producción
Aunque cada película es independiente, comparten en su mayoría la misma configuración (un gran complejo de edificios de Varsovia) y varios de los personajes se conocen entre sí. El tono, al igual que en la mayoría de los trabajos de Kieślowski, es de melancolía, a excepción del capítulo final, que comparte características de comedia negra con otra película del director, Tres colores: Blanco y que además cuenta con los dos mismos actores principales, Jerzy Stuhr y Zbigniew Zamachowski.
La idea de Decálogo surgió cuando Krzystof Piesiewicz vio una obra de arte del siglo XV en el que se ilustraban los Mandamientos en escenarios de ese periodo de tiempo y sugirió la idea de un equivalente moderno. Kieślowski se interesó en el desafío filosófico y también quería ilustrar los problemas de la sociedad polaca, evitando deliberadamente los problemas políticos de sus anteriores producciones. En un principio, pensó en contratar a diez directores diferentes, uno por cada episodio, pero finalmente optó por dirigirlos todos él mismo, aunque con diferente director de fotografía, excepto los episodios III y IX.

## Temas
Las películas se titulan simplemente con el título genérico Decálogo, seguido del número del episodio (ejemplo: Decálogo: Uno). Según la introducción al DVD de Roger Ebert, Kieślowski dijo que cada episodio no se correspondía exactamente a los mandamientos y nunca usaron los nombres de estos. En la serie nos encontramos con momentos de melodrama, moral e incluso una farsa cómica. Todas las películas se caracterizan por una fuerte psicología y una narración oscura. El Decálogo estaba en la lista del Vaticano de 45 películas que promueven valores religiosos, morales o artísticos, estando ésta en la categoría de valores morales.

## Episodios
| N.º | Título                                                       | Actores principales                                            | Dirigido por         | Escrito por                               | Director de Fotografía | Fecha de emisión original |
| --- | ------------------------------------------------------------ | -------------------------------------------------------------- | -------------------- | ----------------------------------------- | ---------------------- | ------------------------- |
| 1 | «Decálogo 1» «Amarás a Dios sobre todas las cosas»           | Henryk Baranowski Wojciech Klata Maja Komorowska               | Krzysztof Kieślowski | Krzysztof Kieślowski Krzysztof Piesiewicz | Wiesław Zdort          | 10 de diciembre de 1989   |
| Un profesor universitario (Henryk Baranowski), racionalista y ateo que ha confiado demasiado en los ordenadores y en los logros de la ciencia moderna, debe enfrentarse a su actitud con la imprevisibilidad y el azar. Ha calculado la resistencia del hielo en el lago helado del barrio, donde su hijo quiere probar sus nuevos patines. Sin embargo, resulta que los cálculos fallan; el hielo se rompe y el niño se ahoga en el lago.                                            |                                                              |                                                                |                      |                                           |                        |                           |
| 2 | «Decálogo 2» «No tomarás el nombre de Dios en vano»          | Krystyna Janda Aleksander Bardini Olgierd Łukaszewicz          | Krzysztof Kieślowski | Krzysztof Kieślowski Krzysztof Piesiewicz | Edward Kłosiński       | 11 de mayo de 1990        |
| Una joven violinista embarazada (Krystyna Janda) exige al viejo celador (Aleksander Bardini), médico de su marido enfermo (Olgierd Łukaszewicz), que tome una decisión sobre su hijo no nacido. Dorota está embarazada de otro hombre. Decide que interrumpirá el embarazo si su marido sobrevive; si éste muere, dará a luz al niño y se casará con su padre. El médico, tras algunas vacilaciones morales, intenta evitar la extracción del feto.                                   |                                                              |                                                                |                      |                                           |                        |                           |
| 3 | «Decálogo 3» «Santificarás las fiestas»                      | Daniel Olbrychski Maria Pakulnis Joanna Szczepkowska           | Krzysztof Kieślowski | Krzysztof Kieślowski Krzysztof Piesiewicz | Piotr Sobociński       | 18 de mayo de 1990        |
| El día de Nochebuena, Ewa, ex amante de Janusz, lo busca para pedirle que la ayude a encontrar a su marido que ha desaparecido. Janusz se inventa una excusa para su familia y la acompaña. Solamente al final, descubre que Ewa le ha mentido porque, incapaz de soportar la soledad, necesitaba pasar la noche con alguien. |                                                              |                                                                |                      |                                           |                        |                           |
| 4 | «Decálogo 4» «Honrarás a tu padre y a tu madre»              | Adrianna Biedrzyńska Janusz Gajos                              | Krzysztof Kieślowski | Krzysztof Kieślowski Krzysztof Piesiewicz | Krzysztof Pakulski     | 25 de mayo de 1990        |
| Desde que su madre murió, Anka (Adrianna Biedrzyńska) ha vivido con su padre (Janusz Gajos), y su relación ha sido siempre más amistosa que paterno-filial. Cuando se enteran de que probablemente no son parientes, se dan cuenta de que necesitan redescubrir el sentimiento que realmente les une. |                                                              |                                                                |                      |                                           |                        |                           |
| 5 | «Decálogo 5» «No matarás»                                    | Mirosław Baka Krzysztof Globisz Jan Tesarz                     | Krzysztof Kieślowski | Krzysztof Kieślowski Krzysztof Piesiewicz | Sławomir Idziak        | 1 de junio de 1990        |
| En una Varsovia gris, vacía, pobre y triste, Jacek (Mirosław Baka), un joven sin perspectivas ni futuro, asesina brutalmente a un taxista. Un joven abogado idealista (Krzysztof Globisz) asume su defensa. |                                                              |                                                                |                      |                                           |                        |                           |
| 6 | «Decálogo 6» «No cometerás actos impuros (var. "No amarás")» | Olaf Lubaszenko Grażyna Szapołowska                            | Krzysztof Kieślowski | Krzysztof Kieślowski Krzysztof Piesiewicz | Witold Adamek          | 8 de junio de 1990        |
| Tomek (Olaf Lubaszenko), un alumno del orfanato, se siente poco a poco fascinado por una desconocida de enfrente (Grażyna Szapołowska). Comienza a observar obsesivamente a Magda, primero con prismáticos y luego con un telescopio robado. El chico se arma de valor y decide confesar su amor a Magda, pero es humillado por ella e intenta suicidarse. |                                                              |                                                                |                      |                                           |                        |                           |
| 7 | «Decálogo 7» «No robarás»                                    | Anna Polony Maja Barełkowska Władysław Kowalski Bogusław Linda | Krzysztof Kieślowski | Krzysztof Kieślowski Krzysztof Piesiewicz | Dariusz Kuc            | 15 de junio de 1990       |
| Majka (Maja Barełkowska), una estudiante, decide recuperar al hijo que en su día adoptaron sus padres (Anna Polony y Władysław Kowalski) por miedo a un escándalo. Para ello, Majka secuestra a su hija e intenta viajar con ella al extranjero. |                                                              |                                                                |                      |                                           |                        |                           |
| 8 | «Decálogo 8» «No darás falsos testimonios, ni mentirás»      | Maria Kościałkowska Teresa Marczewska Tadeusz Łomnicki         | Krzysztof Kieślowski | Krzysztof Kieślowski Krzysztof Piesiewicz | Andrzej J. Jaroszewicz | 22 de junio de 1990       |
| Durante la Segunda Guerra Mundial, una profesora de ética (Maria Kościałkowska) se niega a ayudar a una joven judía escondida (Teresa Marczewska), que reaparece en su vida años después. |                                                              |                                                                |                      |                                           |                        |                           |
| 9 | «Decálogo 9» «No consentirás pensamientos ni deseos impuros» | Ewa Błaszczyk Piotr Machalica                                  | Krzysztof Kieślowski | Krzysztof Kieślowski Krzysztof Piesiewicz | Piotr Sobociński       | 29 de junio de 1990       |
| Un cardiocirujano de cuarenta años (Piotr Machalica) descubre que es impotente. En su nueva situación, se vuelve obsesivamente celoso de su esposa (Ewa Błaszczyk), la espía y finalmente se encuentra in fraganti con un joven (Jan Jankowski). |                                                              |                                                                |                      |                                           |                        |                           |
| 10 | «Decálogo 10» «No codiciarás los bienes ajenos»              | Jerzy Stuhr Zbigniew Zamachowski Henryk Bista                  | Krzysztof Kieślowski | Krzysztof Kieślowski Krzysztof Piesiewicz | Jacek Bławut           | 24 de junio de 1990       |
| Dos hermanos (Jerzy Stuhr y Zbigniew Zamachowski) heredan álbumes de sellos de su padre fallecido. Al principio se desentienden de la colección, pero cuando descubren que tiene un enorme valor, su interés por la filatelia se convierte en una obsesión morbosa. El hermano mayor sacrifica su riñón para conseguir un sello que faltaba en la serie. Mientras un hermano está en la mesa de operaciones y el otro espera el resultado de la cirugía, les roban toda la colección. |                                                              |                                                                |                      |                                           |                        |                           |

Hay también un personaje sin nombre (Artur Barciś) que aparece en todos los episodios, exceptuando el VII y el X, y que observa silencioso a los protagonistas en algunos de sus momentos claves, pudiendo ser una figura sobrenatural.

## Recepción
El decálogo fue muy admirado por importantes figuras de la industria del cine, como el director estadounidense Stanley Kubrick.
La versión editada en DVD tiene un porcentaje de votos positivos del 100% en Rotten Tomatoes basado en 40 opiniones. También ha sido elogiada por críticos de renombre, como Roger Ebert o Robert Fulford. 
En una encuesta realizada por la revista Sight and Sound en 2002 para determinar las diez mejores películas de los últimos 25 años, Kieślowski fue nombrado segundo mejor director en la lista, dividiéndose los votos entre su películas Tres colores: Azul, Tres colores: Rojo y La doble vida de Verónica.
Ese mismo año, El decálogo fue incluido entre las 100 mejores "películas esenciales" por la National Society of Film Critics y en el puesto 36 por la revista Empire de las "100 mejores películas de cine mundial".